# Estação Roma Termini
Stazione Termini ou Roma Termini é uma estação ferroviária de Roma, sendo uma das maiores da Europa. Seu nome vem do distrito homônimo, que por sua vez foi batizado a partir das antigas Termas de Diocleciano (em latim, thermae), que se encontram em frente à entrada principal da estação.  Desde 23 de dezembro de 2006 é dedicada ao João Paulo II.

## História
Edificada em 1867, projectada por Salvatore Bianchi, situa-se no sopé do monte Esquilino; está localizada no local de um quarteirão de Roma bastante populoso no século II, posteriormente abandonado, que compreendia terras rurais das famílias patrícias.
Restruturada em ocasião do Jubileu de 2000, tornou-se um importante ponto de referência para os turistas e cidadãos romanos, sobretudo graças à presença de numerosos serviços no Fórum Termini, um grande centro comercial situado nos planos subterrâneos da estação.
Esta estação tem ligação com as linhas A e B do metropolitano de Roma e com numerosas linhas de autocarros expressos e urbanos e também com eléctricos e tróleis.
Recentemente, o sindaco (presidente) de Roma, Walter Veltroni, manifestou a intenção de dedicar o nome da estação ao Papa João Paulo II, embora tenha sofrido alguma oposição por parte da administração comunal e partidos políticos.

## Visão geral
A estação tem serviços regulares do trem a todas as cidades italianas principais, assim como serviços internacionais diários Munich, Genebra, e Viena. Com 33 plataformas e mais de 150 milhões de passageiros por ano, Roma Termini é a segunda maior estação ferroviária da Europa após Paris Gare du Nord.
Termini é também o hub principal para o transporte público dentro de Roma. Ambas as linhas de metro de Roma (A e B) cruzam-se em Termini (estação de metrô de Roma), e uma estação de ônibus principal está situada na praça dei Cinquecento, a praça em frente à estação. No entanto, a principal linha de eléctrico da cidade cruzar em Porta Maggiore, cerca de 1.500 metros a leste da estação.

## Histórico
Em 25 de fevereiro de 1863, o Papa Pio IX abriu a primeira Estação Temporária de Termini como o término da Estrada Roma-Frascati (Roma-Frascati), Rome-Civitavecchia (Roma-Civitavecchia) e Roma - Ceprano linhas.
As duas primeiras linhas anteriormente tinham estações separadas em outras partes da cidade e, como a terceira linha estava em desenvolvimento, a cidade escolheu construir uma estação central, em oposição ao modelo de ter estações terminais separadas para cada linha Ou em cada direção. A Villa Montalto Peretti, erguida no século XVI pelo papa Sisto V, foi escolhida como o local para esta estação nova, que devia ser chamada a "Stazione Centrale delle Ferrovie Romane" (estação central das estradas de ferro romanas).
A construção da estação permanente começou em 1868, nos últimos anos do poder papal sobre a cidade de Roma, e foi terminada em 1874 após a Captação de Roma e instalando Do governo da unificação italiana, Itália unida. Foi apresentado de acordo com um plano do arquiteto Salvatore Bianchi. A frente desta estação chegou Via Cavour, o que significa que preso cerca de 200 metros mais profundo da cidade do que a estação atual.
Em 1937, decidiu-se substituir a estação velha, como parte do planeamento para a Esposizione universale (1942) a feira de mundo 1942, que nunca foi prendida devido à eclosão da guerra de mundo. A antiga estação foi demolida, e parte da nova estação foi construída, mas as obras foram interrompidas em 1943 como a História da Itália como uma monarquia e nas Guerras Mundiais, o governo fascista italiano) entrou em colapso. As estruturas laterais do projeto por Angiolo Mazzoni (Angiolo Mazzoni do Grande) ainda fazem parte da estação atual.

## O edifício do terminal hoje
O edifício atual foi projetado pelas duas equipes selecionadas através de uma competição em 1947: Leo Calini e Eugenio Montuori; Massimo Castellazzi, Vasco Fadigati, Achille Pintonello e Annibale Vitellozzi. Foi inaugurado em 1950. O edifício é caracterizado pelo hall de entrada linear, um espaço alto de dimensões monumentais. Este grande salão é coberto por paredes de vidro de altura total, e é coberto com um telhado de concreto que consiste em um arco achatado e segmentado, uma versão modernista de uma abóbada de barril de um banho romano. A abóbada é estruturalmente integrada com um dossel cantilevered que se estende sobre a movimentação da entrada. O resultado final é uma estrutura que desafia a gravidade  modernista estrutura que também lembra uma conquista semelhante da arquitetura romana. A parte de trás do corredor conduz a um espaço de transição de funções de bilheteira antes de chegar ao galpão de trem, e é coberto por um bloco de construção ainda mais longo que abriga um hotel de 10 andares, revestido com travertino.
Arquitectonicamente, o edifício pontua o sentido de chegada a Roma, e comunica um sentido da cidade eterna como moderno e tradicional, olhando para a frente ao futuro assim como recordando sua história. Sua presença ousada no tecido urbano expressa a diversidade da história da cidade e fala da dramática nova escala da economia industrial moderna da Itália.
Os painéis de alumínio anodizado frisado em sequência ao longo do comprimento da parede de vidro são o trabalho do artista Amerigo Tot. A composição é sobre capturar a dinâmica em som e velocidade de um trem.

## Galeria

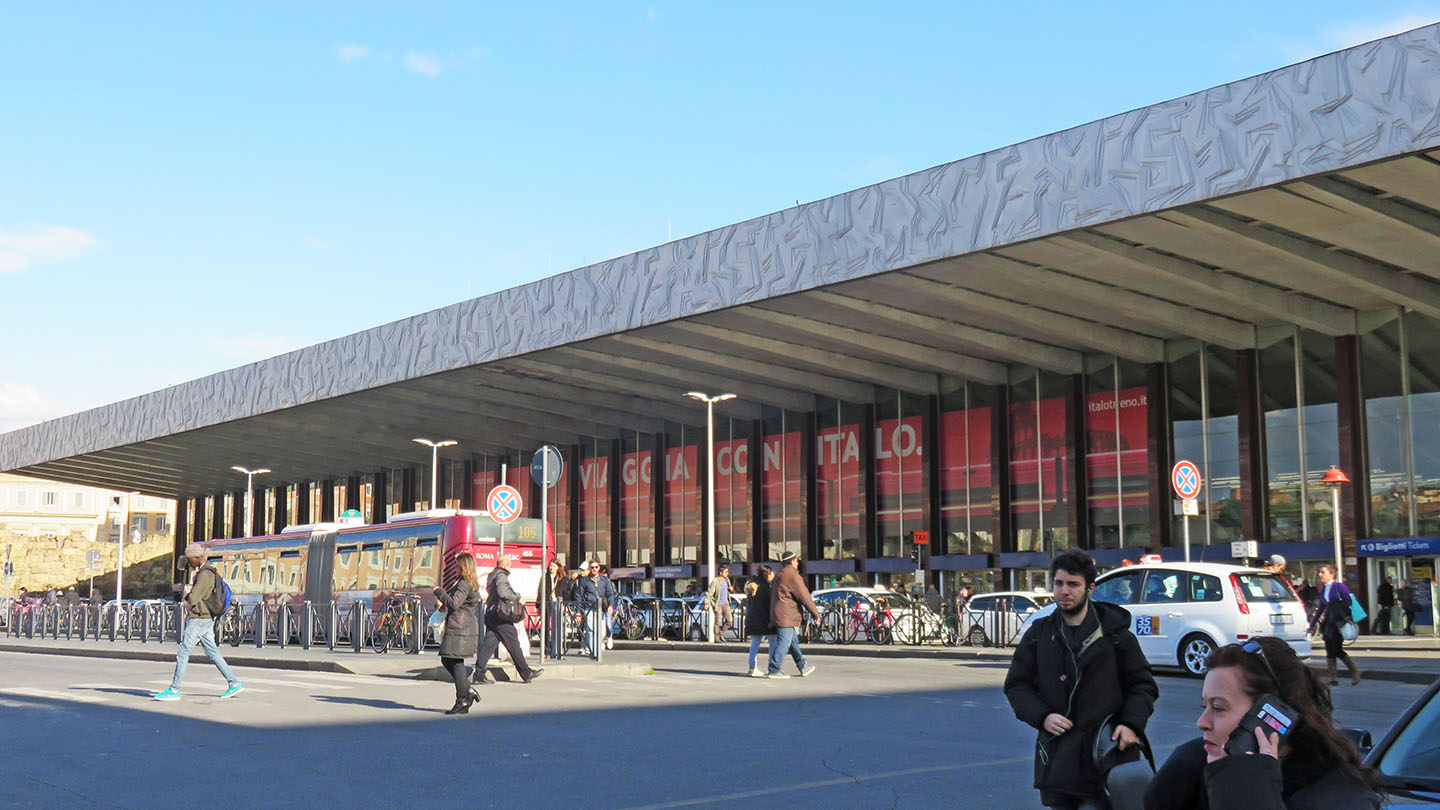
Exterior da estação (Fevereiro de 2017)
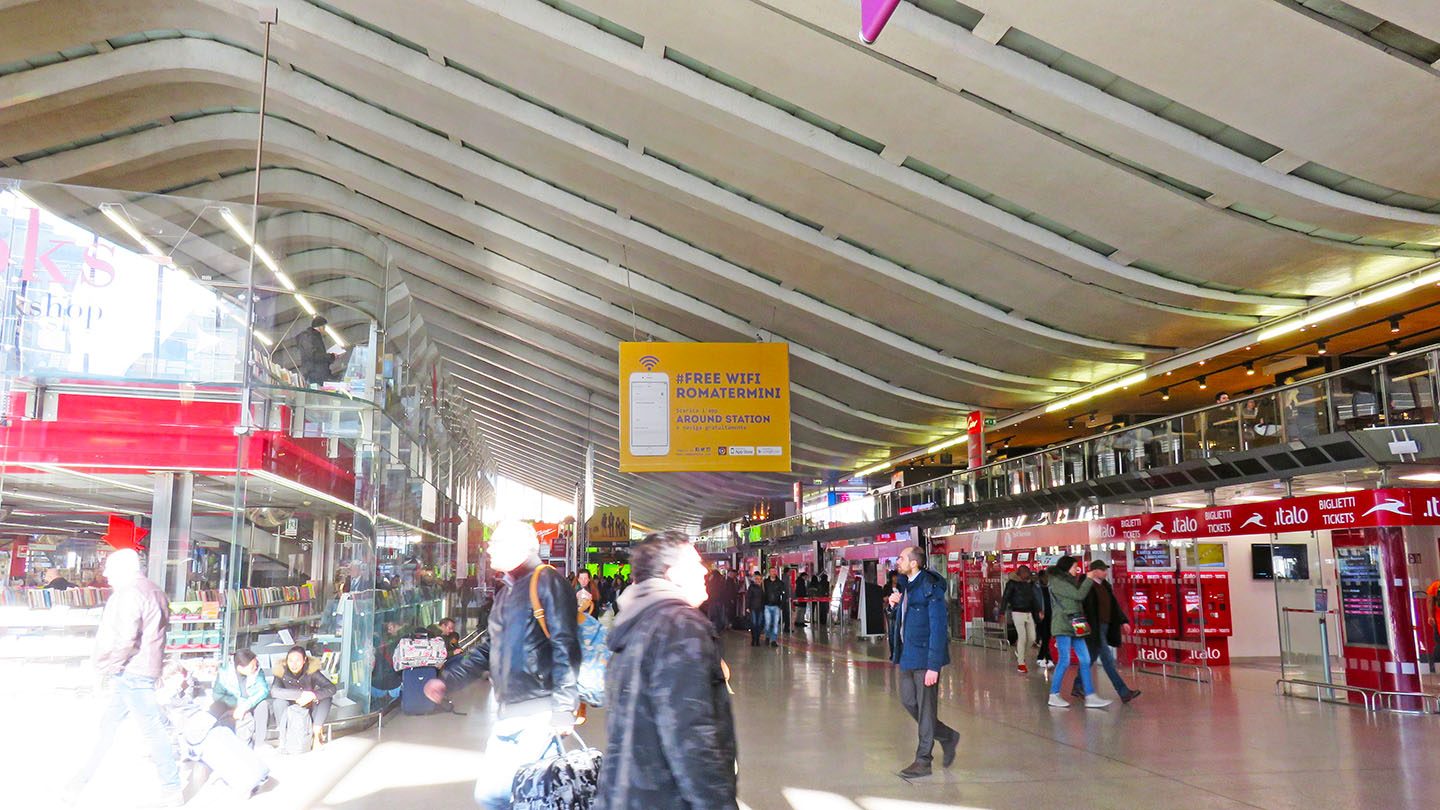
Interior da estação (Fevereiro de 2017)
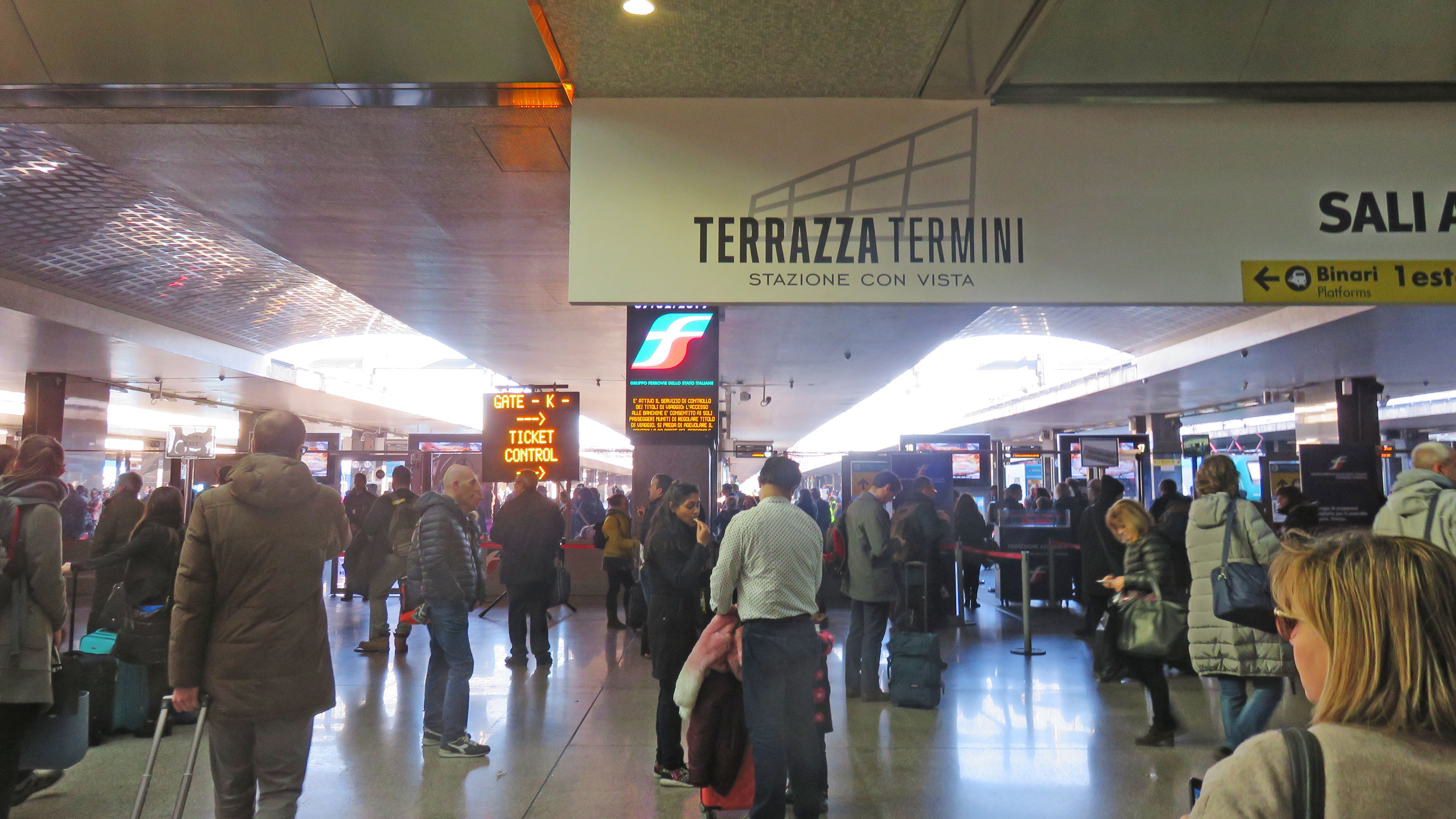
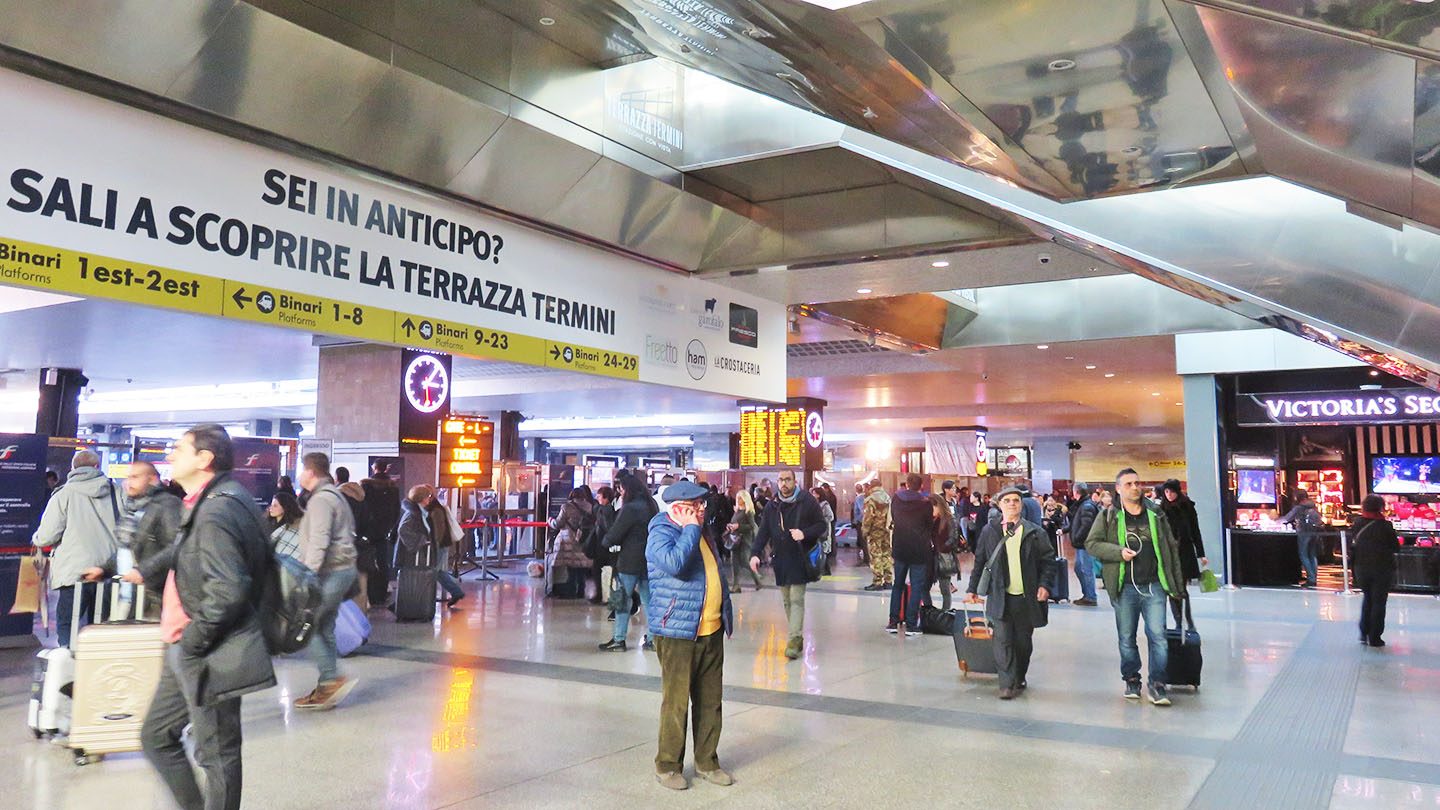